# Basket-ball à trois aux Jeux européens de 2019
Navigation
Édition précédente Édition suivante
Les tournois de basket-ball aux Jeux européens de 2019 ont lieu à la Palova Arena, à Minsk, en Biélorussie, le 24 juin 2019. Deux tournois avec 16 équipes sont au programme, un féminin et un masculin. La compétition se déroulera dans le format 3 contre 3. Chaque équipe est composée de quatre athlètes, dont un remplaçant.

## Qualifications
Chaque Comité national olympique peut qualifier une équipe féminine et une équipe masculine de quatre joueurs. Le pays organisateur est qualifié automatiquement pour les deux tournois. Les 15 meilleures équipes du classement mondial 3x3 de la FIBA sont également qualifiées.
| Qualification                               | Hommes | Femmes |
| ------------------------------------------- | --- | --- |
| Pays organisateur                           | Biélorussie | Biélorussie |
| Top 15 du Classement mondial de la FIBA 3×3 | Serbie Russie Lettonie Slovénie Ukraine Lituanie Pays-Bas Pologne Estonie Roumanie France Tchéquie Turquie Italie Andorre | Ukraine France Russie Andorre Pays-Bas Hongrie Roumanie Italie Tchéquie Suisse Lettonie Espagne Estonie Allemagne Serbie |

## Médaillés
| Épreuve | Or                                                                        | Argent                                                                   | Bronze                                                                               |
| ------- | ------------------------------------------------------------------------- | ------------------------------------------------------------------------ | ------------------------------------------------------------------------------------ |
| Hommes  | Russie Ilia Karpenkov Kirill Pisklov Stanislav Sharov Alexey Zherdev      | Lettonie Armands Ginters Roberts Pāže Armands Seņkāns Mārtiņš Šteinbergs | Biélorussie Maxim Liutych Mikita Meshcharakou Andrei Rahozenka Siarhei Vabishchevich |
| Femmes  | France Caroline Hériaud Clarince Djaldi-Tabdi Assitan Koné Johanna Tayeau | Estonie Merike Anderson Kadri-Ann Lass Annika Köster Janne Pulk          | Biélorussie Natallia Dashkevich Maryna Ivashchnka Darya Mahalias Anastasiya Sushczyk |

## Tableau des médailles
| Rang  | Nation      | Or | Argent | Bronze | Total |
| ----- | ----------- | -- | ------ | ------ | ----- |
| 1     | France      | 1  | 0      | 0      | 1     |
| 1     | Russie      | 1  | 0      | 0      | 1     |
| 3     | Estonie     | 0  | 1      | 0      | 1     |
| 3     | Lettonie    | 0  | 1      | 0      | 1     |
| 5     | Biélorussie | 0  | 0      | 2      | 2     |
| Total | Total       | 2  | 2      | 2      | 6     |